# Melanolophia producta
Melanolophia producta là một loài bướm đêm trong họ Geometridae.